# Elaver achuca
Elaver achuca là một loài nhện trong họ Clubionidae.
Loài này thuộc chi Elaver. Elaver achuca được miêu tả năm 1966 bởi Roddy.